# Tatra 138
Tatra 138 — чехословацкий крупнотоннажный грузовой автомобиль, производимый в 1959—1972 гг. компанией Tatra. Развитие модели Tatra 111 с большим количеством усовершенствований, но с сохранением всех особенностей конструкции. Кабина — трёхместная, капотной компоновки; рама — хребтовая; существовали различные модификации грузовика, включая универсальный кузов-платформу, самосвал и другие.

## История
Решение заменить Tatra 111 было принято в 1952 году. Первые опытные образцы грузовиков Tatra 137 (с колёсной формулой 4x4 и грузоподъёмностью 7 тонн) и Tatra 138 (с колёсной формулой 6х6 и грузоподъёмностью 12 тонн) были построены в 1955 году, а в 1956 году они отправились на международную выставку в Брно. Новинками были гидроусилитель руля, пневматический усилитель сцепления и коробка передач с электропневматическим управлением. Модель Tatra 137 выпускалась относительно недолго, так как в соответствии с государственным планом производством семитонных грузовиков должна была заниматься компания LIAZ. Однако впоследствии семитонный грузовик вернулся на конвейер как двухосная разновидность модели 138, поскольку компания LIAZ не сумела обеспечить должной надёжности своих машин.
Грузовики экспортировались в 98 стран, причём одним из основных покупателей был СССР (по разным данным, от 5500 до 8550 штук). Несмотря на то что среди советских водителей грузовики Tatra пользовались большой популярностью, в Европе эти машины встречаются редко — традиционная конструкция с хребтовой трубой утяжеляет конструкцию, а преимущества в проходимости там не так актуальны. На данный момент производство грузовиков с хребтовой рамой в компании «Татра» значительно сокращено, поскольку ещё одним минусом этой конструкции является дороговизна. Производство модели Tatra 138 завершилось в 1971 году, и за всё время было выпущено около 46 000 грузовиков.

### В СССР
138-е «Татры» работали в Якутии, Магаданской области, по всему Дальнему Востоку, а также на строительстве Братской ГЭС, ГЭС в Карелии, Норильска и других городов за Полярным кругом — практически везде, где дороги были только грунтовые и требовались полноприводные грузовики. Машины зачастую перегружали, что в конце концов приводило к поломкам. В частности, достаточно легко было повредить защитные чехлы (пыльники) полуосей; неоднозначные отзывы были у водителей и о надёжности торсионов подвески — от жалоб, что их легко сломать при полной загрузке самосвала, до убеждённости в том, что они «практически вечные».
Из-за обилия чешских грузовиков в стране, а также из-за своеобразия их конструкции на базе некоторых автотранспортных предприятий были открыты учебно-информационные центры, готовившие водителей, механиков, слесарей по ремонту двигателей и т.п.

### Экспедиция в Ламбарене

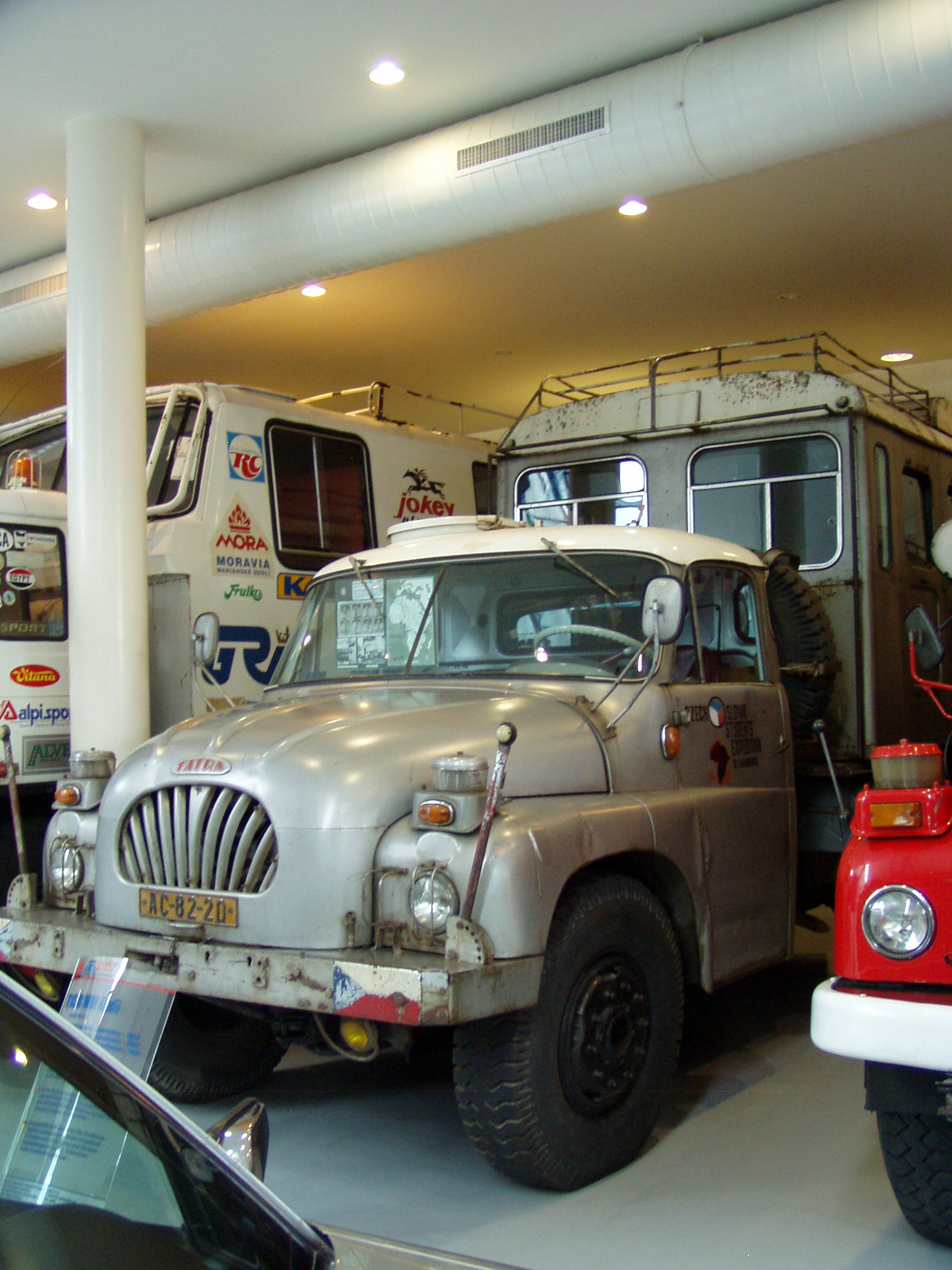
«Tatra 138 Lambaréné» в музее «Татры»

В начале 1968 года группа студентов медицинского университета из восьми человек отправилась в гуманитарную поездку в Африку, в том числе в больницу Альберта Швейцера в Ламбарене (Габон), куда они везли медикаменты и оборудование. Экспедиция отправилась из Праги 1 января 1968 года и за 256 дней преодолела более 35 000 километров. Конструкторы «Татры» построили специальный автомобиль на шасси Tatra 138: оснастили грузовик жилой надстройкой, модифицировали ходовую часть. Грузовик покрасили в серебристый цвет, чтобы он меньше нагревался от солнечных лучей. В кабине установили двойную систему педалей, как на учебных машинах — на случай, если водитель уснёт за рулём. В настоящее время «Tatra 138 Lambaréné» (как её назвали конструкторы) находится в музее «Татры» в Копршивнице.

## Конструкция
Общая компоновка Tatra 138 до некоторой степени повторяла предшественницу, модель 111, однако расположение агрегатов было построено по модульному принципу, что облегчало постройку модификаций с различной колёсной базой. Типичная для грузовиков Tatra конструкция имела свои обычные преимущества: высокая прочность на изгиб и кручение с хорошим восприятием основной нагрузки, защищённость всех основных элементов трансмиссии. Хребтовая рама обеспечивала такую жёсткость, что при необходимости грузовик мог передвигаться своим ходом даже без одного переднего колеса. Двигатель находился над передним мостом и был закреплён на четырёх опорах. Существовали версии грузовика с колёсными формулами 4x4, 4x2, 6x6, 6x4 и 6x2 (версии 4x2, 6x4 и 6x2 производились в очень малых количествах).
В ходе испытаний, включая эксплуатацию в сильные морозы, в конструкцию грузовика были внесены некоторые изменения, такие как подогрев кузова выхлопными газами, улучшенная теплоизоляция кабины и нефтяной отопитель, работающий независимо от двигателя.

### Шасси

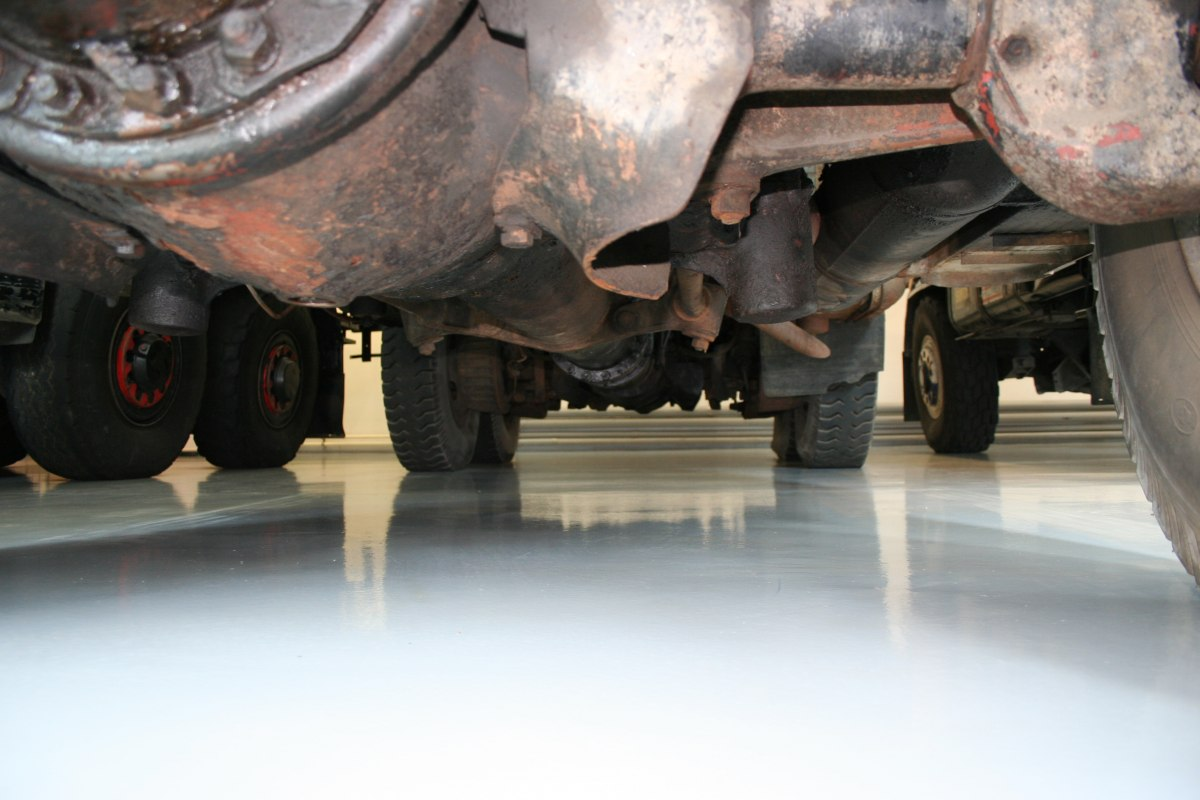
Шасси Tatra 138

Основа конструкции грузовика — хребтовая труба, представлявшая собой сборную конструкцию, которая позволяла изменять колёсную базу: для этого достаточно было установить посередине фрагмент трубы нужной длины. Все колёса имели независимую подвеску, что достигалось использованием в конструкции качающихся полуосей; полуоси правой и левой сторон были смещены относительно друг друга на несколько сантиметров, поскольку каждая из них была снабжена отдельной главной передачей, состоящей из тарельчатой и конической шестерён. Крутящий момент от двигателя передавался на коробку переключения передач через карданный вал, а далее к мостам — через трансмиссионные валы, проходящие внутри трубы рамы. Таким образом, карданный вал у «Татры» был только один, несмотря на то что все мосты были ведущими.
К минусам такой конструкции можно отнести больший вес по сравнению с лонжеронной рамой, а также трудный доступ к компонентам, находящимся внутри хребтовой трубы.

### Двигатель
На модель 138 устанавливали четырёхтактный V-образный восьмицилиндровый дизель Tatra 928 с обычным для «Татры» воздушным охлаждением. Двигатель развивал максимальную мощность 180 лошадиных сил при 2000 оборотов в минуту и обладал высоким КПД. Диаметр цилиндра составлял 120 миллиметров, ход поршня — 130 миллиметров, а рабочий объём — 11 768 кубических сантиметров. Угол расхождения цилиндров составлял 75°. Этот дизель был более экономичным, чем тот, что стоял на модели 111, но при этом не проигрывал в мощности.
Для охлаждения двигателя использовался один осевой вентилятор с приводом от маховика двигателя. Специальная гидромуфта регулировала обороты вращения вентилятора в зависимости от температуры двигателя.
Система смазки с сухим картером имела отдельный масляный бак на 23 литра и обеспечивала эффективную смазку двигателя даже при серьёзном наклоне (до 40° — продольном и до 30° — поперечном), что важно для грузовика-внедорожника.
Двигатель Tatra 928 отличался высокой ремонтопригодностью. В частности, цилиндры можно было снимать и заменять по отдельности, а не целым блоком. Разборным был и коленчатый вал.

### Коробка передач
Механическая пятиступенчатая коробка передач была расположена в центре грузовика, над хребтовой трубой. Вместе с ней была смонтирована и двухступенчатая дополнительная коробка передач, так что в распоряжении водителя было 10 передач переднего хода и две — заднего. Для переключения на пониженные передачи и обратно необходимо было переключить флажок на рычаге переключения передач. Управление дополнительной коробкой передач, блокировкой межколёсных дифференциалов и подключением переднего моста осуществлялось за счёт электричества и пневматики, что на тот момент было достаточно новым, хоть и весьма распространённым решением.

### Тормозная система
В пневматических тормозах грузовика для безопасности были использованы две раздельные системы трубопроводов: первая использовалась для торможения всех колёс, вторая тормозила только задний мост; при поломке одной из систем торможение происходило за счёт второй. Также конструкцией грузовика было предусмотрено торможение двигателем, что было полезно, например, на затяжных спусках. Стояночный тормоз блокировал вал, выходящий из коробки передач, поэтому действие его распространялось на все подключенные в данный момент мосты (то есть если был включён передний мост, блокировались сразу все колёса).

### Кабина
Кабина, разработанная одним из основоположников промышленного дизайна в Чехии Зденеком Коваржем, отличалась плавными, «легковыми» формами. Характерными чертами грузовика были округлый капот, решётка радиатора в виде расходящихся лучей и габаритные «усы» на крыльях. На фоне советских грузовиков того времени интерьер кабины выделялся комфортабельностью: мягкая подвеска, хорошая шумоизоляция, удобное регулируемое кресло водителя, мощный отопитель и т.д. Кроме сиденья водителя в кабине были места ещё для двух человек; для посадки в кабину были предусмотрены подножки, скрывавшиеся за дверьми. Изогнутое ветровое, широкие боковые и задние угловые стёкла обеспечивали отличный обзор, чему также способствовала покатая форма капота. Рулевое колесо имело небольшой, «автобусный» наклон, а все педали и рычаги управления были расположены так, чтобы водителю не было необходимости менять своё положение.
У опытных образцов грузовика дверцы кабины открывались против хода движения, круглые зеркала были расположены на крыльях, а указатели поворота — тоже круглой формы — находились перед дверьми. На серийных грузовиках двери стали открываться по ходу движения, указатели поворота стали овальными и переместились на верхнюю кромку передней части крыльев (при этом перед дверьми остались дублирующие указатели), а зеркала переместились на участок между капотом и кабиной (впоследствии изменилась форма зеркал — вначале они стали квадратными, затем — прямоугольными).

## Модификации

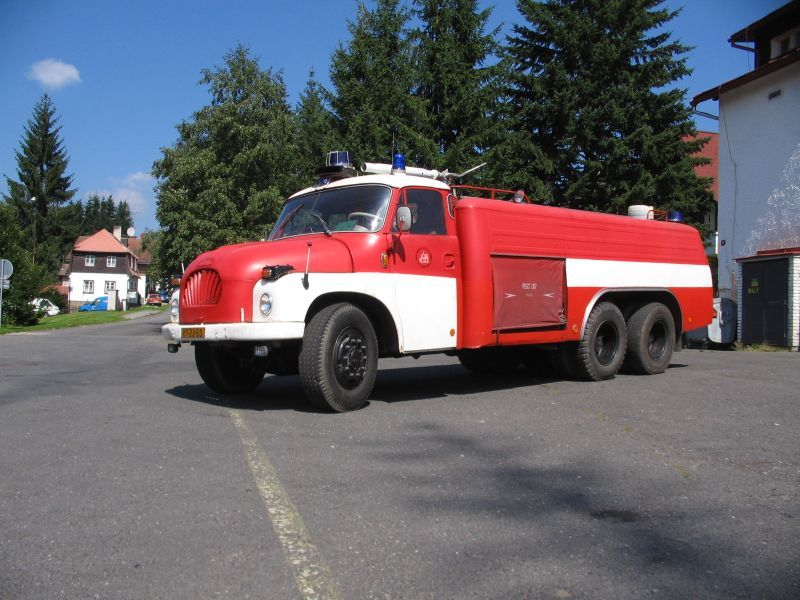
Пожарная Tatra 138 CAS

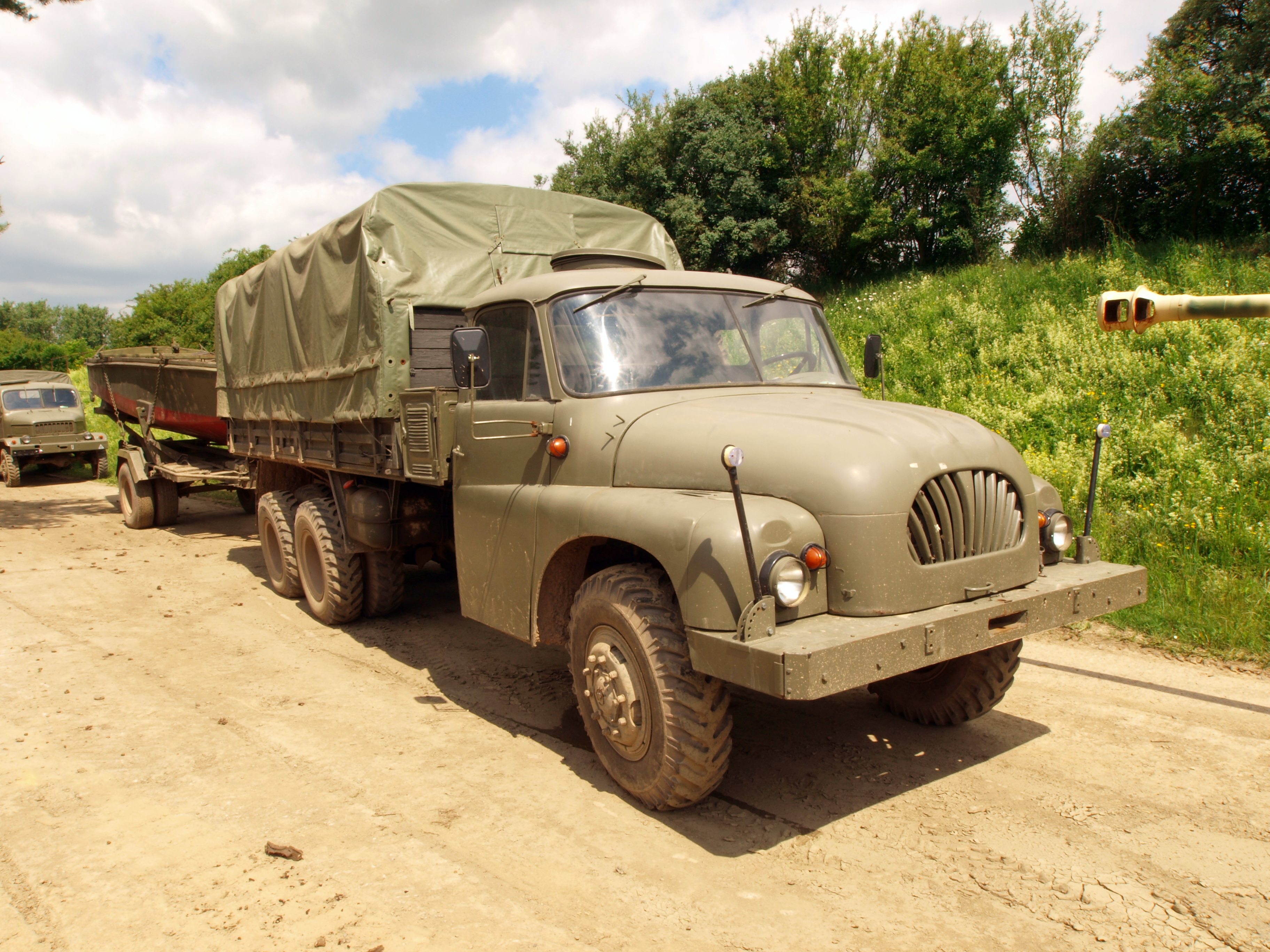
Армейская Tatra 138 VN

- Tatra 138 — бортовой грузовик грузоподъёмностью 14 тонн;
- Tatra 138S1 — самосвал с задней разгрузкой;
- Tatra 138S3 — самосвал с трёхсторонней разгрузкой;
- Tatra 138Р — шасси для спецтехники;
- Tatra 138 CAS — пожарная машина;
- Tatra 138 VN — армейский грузовик;
- Tatra 138NT — седельный тягач.

На шасси Tatra 138 устанавливали краны AJ—6, AD 070 и др., экскаваторы-планировщики D-031, цементовозы, буровые установки и т. п. Существовали и другие модификации грузовика.